# Giro delle Marche 1973
Il Giro delle Marche 1973, sesta edizione della corsa, si svolse il 29 aprile 1973. La vittoria fu appannaggio dell'italiano Sigfrido Fontanelli, il quale precedette i connazionali Enrico Maggioni e Michele Dancelli.

## Ordine d'arrivo (Top 10)
| Pos. | Corridore           | Squadra        | Tempo |
| ---- | ------------------- | -------------- | ----- |
| 1    | Sigfrido Fontanelli | Sammontana     | ?     |
| 2    | Enrico Maggioni     | Dreherforte    | ?     |
| 3    | Michele Dancelli    | Scic           | ?     |
| 4    | Pierino Gavazzi     | Jollj Ceramica | ?     |
| 5    | Luciano Borgognoni  | Dreherforte    | ?     |
| 6    | Italo Zilioli       | Dreherforte    | ?     |
| 7    | Franco Bitossi      | Sammontana     | ?     |
| 8    | Francesco Moser     | Filotex        | ?     |
| 9    | Antonio Salutini    | Sammontana     | ?     |
| 10   | Marcello Bergamo    | Filotex        | ?     |